# Pierre Guenette
Pierre Guenette (né le 4 juillet 1969 à Québec, Canada) est un ancien champion de Taekwondo ITF et WTF Canada, qui possède l'un des plus beaux palmarès de la discipline. Il mesure 1,88 m.

## Biographie
Ceintures noires en Karaté shotokan, Taekwondo ITF et Taekwondo WTF.

## Titres
- -  2 fois Champion Mondial Taekwondo ITF(1987 et 1992).

- -  3 fois Médaille d'Argent Championnat mondial Taekwondo ITF(1988,1990,1994)

- -  1 fois Médaille de Bronze Championnat mondial Taekwondo ITF(1999)

- -  8 fois Champion canadien - ITF (1987-88-89-90-92-94-99) WTF (2003)

## Record K1
Il sera invité au K-1, il perdit les deux combats.
| Tableau récapitulatif |             |           |
| 2 combats             | 0 victoires | 2 défaite |
| Par TKO               | 0           | 2         |
| Par Décision          | 0           | 0         |
| Matchs nuls           | 0           | 0         |
| No contests           | 0           | 0         |

## Autre Lien
- Site officiel